# Monchín Triana
Ramón Triana y del Arroyo, connu également sous le nom de Monchín Triana, né le 28 juin 1902 à Madrid ou Fontarrabie en Espagne et mort le 7 novembre 1936 à Paracuellos de Jarama, est un footballeur international espagnol qui occupe le poste de milieu de terrain.
Joueur de l'Athletic Club de Madrid puis du Real Madrid, devenu ensuite Madrid Football Club, il obtient le titre de champion d'Espagne en 1932, soit le premier titre de champion de l'histoire du Real Madrid. Il obtient également sept titres de Campeonato Regional del Centro et a une sélection en équipe d'Espagne.
Fusillé en 1936 durant la guerre d'Espagne lors des massacres de Paracuellos, le Trofeo Monchín Triana est créé en sa mémoire par les journaux Marca et Arriba et est décerné de 1952 à 1968.

## Biographie

### Jeunesse
Ramón Triana y del Arroyo naît le 28 juin 1902 à Madrid ou Fontarrabie en Espagne,. Il est issu d'une famille madrilène qualifiée d'aisée ou aristocratique.

### Carrière en club
En 1919, Triana commence à jouer pour l'Athletic Club de Madrid. Il y joue intérieur droit, dépositaire de la tactique et de la technique de son équipe et est surnommé El rey del regate. Il reste au club pendant 9 ans, devenant son meilleur buteur historique jusqu'à ce qu'il soit dépassé par son coéquipier Cosme Vázquez lors de sa dernière saison en tant que rojiblanco. Avec l'Athletic, il remporte trois championnats régionaux (en 1921, 1925 et 1928), les premiers de l'histoire du club, et atteint deux finales de la Coupe d'Espagne (en 1921 et 1926), toutes deux perdues respectivement contre l'Athletic Club puis le FC Barcelone. Lors de la demi-finale de la Coupe 1925 contre Barcelone, Triana frappe un spectateur qui venait d'insulter un de ses coéquipiers, ce qui lui vaut d'être expulsé,. La presse madrilène soutient le geste du Madrilène. Triana participe au match retour qui se déroule dans un contexte tendu entre les deux équipes et Barcelone se qualifie pour la finale au terme d'un match d'appui disputé à Saragosse. Il est partie prenante de l'ascension du club madrilène dans les meilleurs clubs du pays.
En 1928, une crise institutionnelle au sein de l'Athletic de Madrid entraîne son transfert au Real Madrid. Il termine sa carrière au sein de ce club en 1932. Il atteint durant cette période deux nouvelles finales de Coupe d'Espagne en 1929 et 1930. Il inscrit un but lors de la finale 1930 mais ne peut empêcher la défaite de son équipe 3-2 face à l'Athletic Club. Participant au championnat d'Espagne dont la première édition se déroule en 1929, il y dispute vingt matchs en quatre saisons et obtient le titre en 1932 avec le Madrid FC, nom du Real Madrid durant la Deuxième République. Ce titre est le premier de l'histoire du club. Santiago Bernabéu déclare un jour que Triana est le meilleur joueur qu'il a vu dans sa vie.

### Carrière en sélection
Monchín Triana apparaît dans la sélection olympique pour les Jeux olympiques d'été de 1924. L'équipe est éliminée dès le premier match à la suite d'un but contre son camp de Pedro Vallana. Triana n'est pas présent sur le terrain ce jour-là.
La première et dernière sélection en équipe nationale de Monchín Triana a lieu le 17 mars 1929 lors de la réception à Séville du Portugal, un match qui se solde par une victoire espagnole 5-0.

### Mort
Monchín Triana est de sensibilité monarchiste et de religion catholique et issu d'une famille aisée. Peu après le coup d'État de 1936, des miliciens républicains se présentent au domicile de la famille Triana pour l'arrêter ainsi que ses deux frères. Ceux-ci sont alors en fuite, des menaces sont alors formulées contre la mère et la sœur du joueur. Les trois frères finalement se rendent, convaincus que la notoriété de Ramon ne leur faisait pas craindre pour leur vie,. Ils sont alors immédiatement amenés à la cárcel Modelo (es) de Madrid,. Le 7 novembre 1936, Monchín fait partie d'un groupe de personnes emprisonnées transporté en camion dans les environs de Paracuellos de Jarama où ils sont fusillés lors des massacres de Paracuellos. Ses deux frères, incarcérés dans une autre prison, sont également tués durant ces massacres,. Le Trofeo Monchín Triana est créé en sa mémoire par les journaux Marca et Arriba et est décerné de 1952 à 1968. Il met en avant des joueurs se distinguant par leur fidélité à leur équipe,.

## Palmarès
Durant sa carrière en club, Monchín Triana est finaliste à quatre reprises de la Coupe d'Espagne, en 1921 et 1926 avec l'Athletic Club de Madrid puis en 1929 et 1930 avec le Real Madrid. Il est également champion d'Espagne en 1932 avec le Madrid FC, nom du Real Madrid durant la Deuxième République. Il remporte également le Campeonato Regional del Centro en 1921, 1925 et de 1928 à 1932.

## Statistiques
Le tableau ci-dessous résume les statistiques en match officiel de Monchín Triana durant sa carrière,. Le championnat d'Espagne a sa première édition en 1929.
| Saison                | Club                    | Championnat                    | Championnat | Championnat | Coupe(s) nationale(s) | Coupe(s) nationale(s) | Espagne | Espagne | Total | Total |
| Saison                | Club                    | Division                       | M.          | B.          | M.                    | B.                    | M.      | B.      | M.    | B.    |
| 1920-1921             | Athletic Club de Madrid | Campeonato Regional del Centro | -           | -           | 3                     | 4                     | -       | -       | 3     | 4     |
| 1921-1922             | Athletic Club de Madrid | Campeonato Regional del Centro | -           | -           | -                     | -                     | -       | -       | 0     | 0     |
| 1922-1923             | Athletic Club de Madrid | Campeonato Regional del Centro | -           | -           | -                     | -                     | -       | -       | 0     | 0     |
| 1923-1924             | Athletic Club de Madrid | Campeonato Regional del Centro | -           | -           | -                     | -                     | -       | -       | 0     | 0     |
| 1924-1925             | Athletic Club de Madrid | Campeonato Regional del Centro | -           | -           | 6                     | 0                     | -       | -       | 6     | 0     |
| 1925-1926             | Athletic Club de Madrid | Campeonato Regional del Centro | -           | -           | 5                     | 0                     | -       | -       | 5     | 0     |
| 1926-1927             | Athletic Club de Madrid | Campeonato Regional del Centro | -           | -           | 4                     | 1                     | -       | -       | 4     | 1     |
| 1927-1928             | Athletic Club de Madrid | Campeonato Regional del Centro | -           | -           | -                     | -                     | -       | -       | 0     | 0     |
| 1928-1929             | Real Madrid             | Primera División               | 12          | 4           | 7                     | 6                     | 1       | 0       | 20    | 10    |
| 1929-1930             | Real Madrid             | Primera División               | 4           | 1           | 8                     | 1                     | -       | -       | 12    | 2     |
| 1930-1931             | Real Madrid             | Primera División               | 1           | 0           | 1                     | 0                     | -       | -       | 2     | 0     |
| 1931-1932             | Madrid FC               | Primera División               | 3           | 2           | -                     | -                     | -       | -       | 3     | 2     |
| Total sur la carrière | Total sur la carrière   | Total sur la carrière          | 20          | 7           | 34                    | 12                    | 1       | 0       | 55    | 19    |